# Seagulls

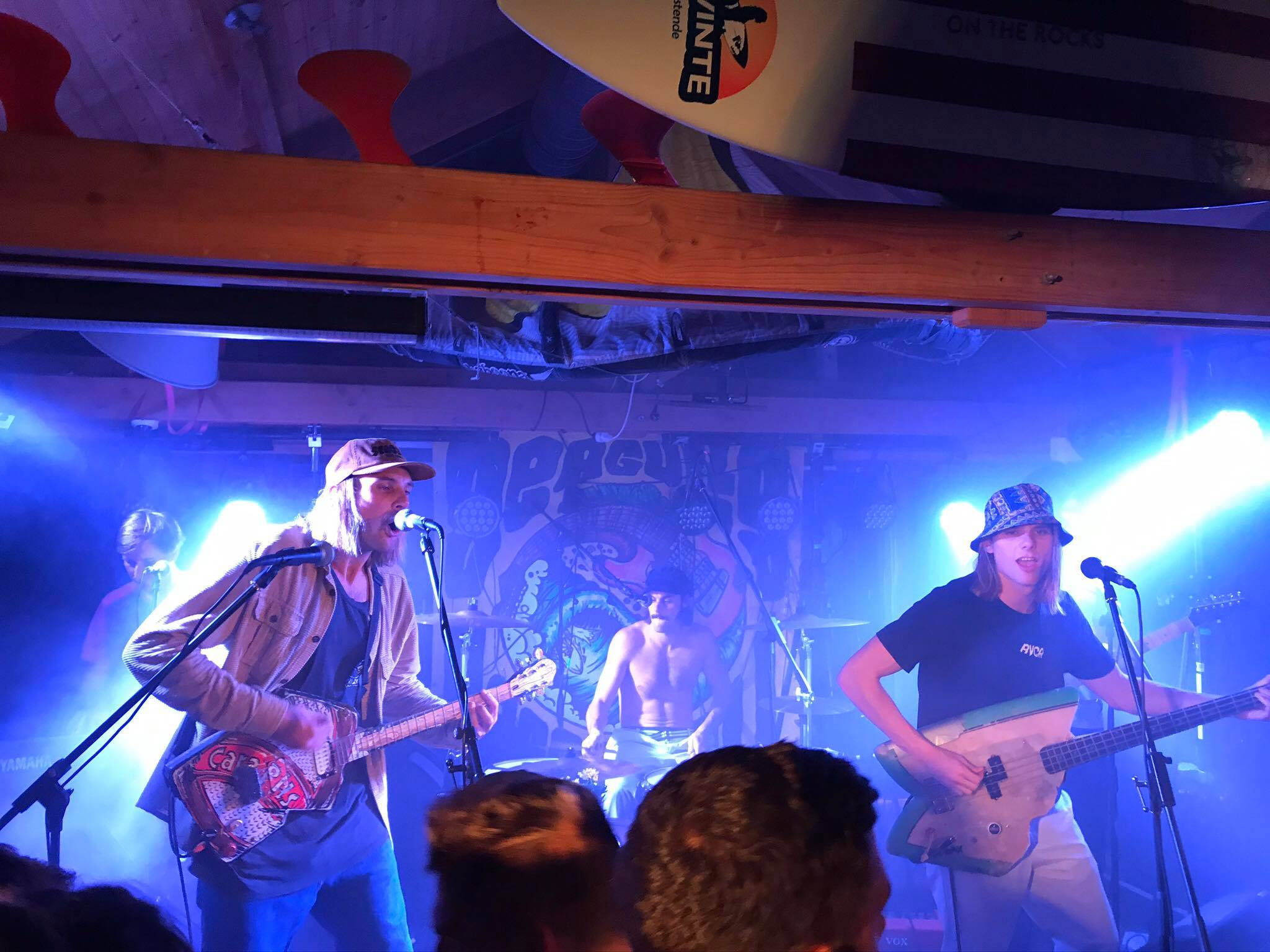
V.l.n.r.: Sil, Ward, Bavo

De Seagulls zijn een Belgische band uit Oostende. Het trio van het gezin Meeus bestaat uit oudste broer Sil als zanger en gitarist, Ward als drummer en de jongste broer Bavo als bassist.

## Biografie

### Beginjaren (2008 - 2011)
De broertjes Meeus groeiden op in een buitenwijk van Oudenburg. Toen de Bankencrisis van 2008 de bevolking in armoede dreef, werden de broertjes Sil en Ward de lokale stemmen van het verzet. Hun anti-liberalistische punkband The Anthologies schreeuwde de wijk naar betere tijden. Op beelden uit de periode blijkt een erg harde, donkere sfeer. Herman was a German was hun bekendste nummer waarmee ze lokaal doorbraken. De activistische stijl bleek vaak uit hun teksten, zoals bijvoorbeeld in het nummer Anti-political.
Eind 2011 (hoogtepunt Europese staatsschuldencrisis) liepen de meningen van de bandleden te ver uit elkaar. Op 8 december 2011 besloten ze om er een punt achter te zetten: in de online beschrijving van hun laatste nummer School is a Prison, deelden ze "We don't play gigs anymore, the band broke up".

### Seagulls (2013 - heden)
Later veranderde hun stijl. Broers Sil en Ward werden gepassioneerd door surfen en de bijhorende surf-cultuur. De Seagulls (Engels voor meeuw (mv.), naar hun achternaam Meeus) werden opgericht. De muziek wordt gekenmerkt door een afwisseling van kalme met enthousiaste, meer ritmische nummers. Ook typisch zijn de zelfgemaakte instrumenten.
In oktober 2015 wonnen Sil en Ward de muziekwedstrijd Golfbrekers en kregen hierbij opnametijd in een muziekstudio van het Postgebouw van Oostende (de Grote Post). Het was het begin van hun (professionele) carrière.

## Discografie

### Albums
| Naam             | Jaar | Aantal nummers |
| ---------------- | ---- | -------------- |
| Extended Play    | 2017 | 9              |
| Give Me a Reason | 2017 | 1              |
| The City         | 2018 | 1              |
| Dirty Moustache  | 2019 | 1              |
| Regg 'N Roll     | 2019 | 6              |